# How Far To Asgaard
How Far To Asgaard er det debutalbummet fra det færøske viking folkmetal band Týr. Det blev udgivet den 1. januar 2002 via Tutl.
"Ormurin Langi" er en metalversion af en traditionel færøsk sang. Musikvideoen blev optaget på Island.
Sangen "How Far to Asgaard" er 8:59 minutter lang, efterfulgt af 9:50 minutters stilhed. Ved 18:49 bliver der færøske digt "Nornagest Ríma" råbt af en gruppe ledsaget af rytmisk trampen. Den russiske udgivelse af albummet er udgivet af СД-Максимум (CD-Maximum) under licens fra Tutl. De 9:50 minutters stilhed på nummeret "How Far to Asgaard" er kortet ned til 0:51. Denne version indeholder også en video til "Hail to the Hammer". Coveret til denne version er en genskabelse af originalen.
Albummet blev genudgivet d. 2. oktober 2008 af Napalm Records med et nyt cover og yderligere to sange fra singlen Ólavur Riddararós der blev udgivet i 2002. I genudgivelsen bliver digtet "Nornagest Ríma" brugt som et bonusnummer efter sagen "Stýrisvølurin" i stedet for "How Far to Asgaard". "Stýrisvølurin" ender ved 6:42, og følges af 2:52 minutters stilhed indtil "Nornagest Ríma" starter ved 9:34.

## Spor
- Alle tekster er skrevet af Heri Joensen med mindre andet er noteret

1. "Hail to the Hammer" – 4:34
2. "Excavation" – 6:42
3. "The Rune" – 6:42
4. "Ten Wild Dogs" – 6:51
5. "God of War" – 7:08
6. "Sand in the Wind" – 6:24
7. "Ormurin Langi" – 5:50
8. "How Far to Asgaard" – 29:27

### Genudgivelse (2008)
1. "Hail to the Hammer" – 4:34 (Heri Joensen, Pól Arni Holm)
2. "Excavation" – 6:42 (H. Joensen, Gunnar H. Thomsen)
3. "The Rune" – 6:42 (H. Joensen, Holm, Thomsen)
4. "Ten Wild Dogs" – 6:51 (H. Joensen, Jón Joensen, Thomsen)
5. "God of War" – 7:08 (H. Joensen, J. Joensen)
6. "Sand in the Wind" – 6:24 (H. Joensen)
7. "Ormurin Langi" – 5:50 (Tekst: Jens Christian Djurhuus, Musik: Trad.; arr. Týr)
8. "How Far to Asgaard" – 9:00 (H. Joensen, Holm)
9. "Ólavur Riddararós" (Bonus track) – 4:36 (Tekst og musik: Trad.; arr. Týr)
10. "Stýrisvølurin" (Bonus track) – 20:14 (Tekst: H. Joensen; Musik: Trad., H. Joensen)

## Personel
- Pól Arni Holm – vokal
- Heri Joensen – vokal, guitar
- Terji Skibenæs – guitar
- Gunnar H. Thomsen – bas
- Kári Streymoy – trommer
- Allen Streymoy – sang på spor 9 og 10